# Кеферінг
Кеферінг (нім. Köfering) — громада в Німеччині, розташована в землі Баварія. Підпорядковується адміністративному округу Верхній Пфальц. Входить до складу району Регенсбург.
Площа — 5,28 км2. Населення становить 2695 ос. (станом на 31 грудня 2020).